# Водениците (защитена местност)
Водениците е защитена местност в България. Намира се в землищата на селата Камен дял и Сладка вода, област Варна.
Защитената местност е с площ 45 ha. Обявена е на 22 юли 1987 г. с цел опазване на редки и защитени птици – египетски лешояд, белоопашат мишелов, бухал и други. Защитената местност е в границите на защитената зона от Натура 2000 Провадийско-Роякско плато.
В защитената местност се забранява:
- кастренето, чупенето на клони, нараняването на стъблата и всякакви други действия, които биха довели до повреждане или унищожаване на вековните дървета;
- убиване, улавяне и безпокоене на птиците, разрушаване на гнездата им, събиране на яйцата им;
- ловуване;
- всякакво строителство;
- разкриване на кариери, провеждане на минно-геоложки и други дейности, с които се изменя естествения облик на местността или водния режим;
- извеждане на сечи, освен отгледни и санитарни;
- влизане, преминаване или паркиране на моторни превозни средства.[1]

Разрешава се:
- провеждане на ловностопански мероприятия;
- косене на сено и селскостопанска дейност традиционно провеждана на района.[1]